# Lamù - Remember My Love
Lamù - Remember My Love (うる星やつら3 リメンバー・マイ・ラヴ?, Urusei Yatsura san - Rimenbā Mai Ravu) è film d'animazione del 1985 diretto da Kazuo Yamazaki.
Si tratta del terzo film cinematografico ispirato ai personaggi di Lamù creati da Rumiko Takahashi.

## Trama
Pare che quando nacque Lamù, una strega amica di famiglia dei genitori di Lamù inviò (via posta) una maledizione alla bimba, per vendicarsi di non essere stata invitata alla festa data per la neonata. Questa maledizione consisteva nell'impossibilità per Lamù di essere felice una volta che avesse trovato il suo vero amore. Intanto, tornati al presente, un misterioso parco dei divertimenti, il Tomobiki Märchenland, è comparso a Tomobiki, scatenando la curiosità generale. Ataru, Lamù e gli altri amici vi si recano già al giorno dell'apertura, ma durante uno show di magia, il prestigiatore trasforma Ataru in un ippopotamo rosa per poi sparire nel nulla, insieme all'intero parco. Lamù si mette sulle tracce del misterioso prestigiatore per poter far tornare Ataru normale, soltanto per scoprire che si tratta di un ragazzino, innamorato di lei, che riesce in qualche modo a rapirla nella sua dimensione. Una volta sparita Lamù, Ten, Rei e le sue amiche aliene vanno via non essendoci più motivo per loro di rimanere. Ataru torna normale e Tomobiki, senza più alieni, ritorna ad essere una normale città. Sarà proprio a questo punto che Ataru comincerà a realizzare quali siano i suoi veri sentimenti per Lamù...

## Citazioni e riferimenti
- Fra la folla presente al parco dei divertimenti si possono intravedere i protagonisti di Maison Ikkoku.
- Mentre Ataru e Lamù passeggiano nel parco dei divertimenti, dietro di loro c'è il manager de L'incantevole Creamy, il signor Kidokoro, con al collo una macchina fotografica[1].
- Verso la scena finale del film in cui si vedono scorrere tantissimi personaggi della serie nell'aula di Ataru è possibile vedere in un singolo fotogramma dietro il professore Onsen, Bulma, personaggio del manga e anime Dragon Ball[2].
- Quando Lou rivela a Lamù il proprio aspetto, le parole pronunciate sono quelle usate solitamente da Cutey Honey dell'omonimo manga.